# Kraftwerk Klaus
Das Kraftwerk Klaus ist ein seit 1975 bestehendes Laufkraftwerk am Steyrfluss in der oberösterreichischen Gemeinde Klaus an der Pyhrnbahn. Es befindet sich bei Flusskilometer 40,1.

## Geschichte
Ein früheres Kleinkraftwerk der Nettingsdorfer Papierfabrik lag 400 Meter flussaufwärts vom jetzigen Platz. Das heutige Laufkraftwerk wurde von 1973 bis 1975 als erste Stufe einer geplanten „Pumpspeichergruppe Molln“ errichtet. Dazu hätte unter anderem auch ein Großspeicher im Tal der Krummen Steyrling gehört. Die ersten Pläne stammen aus der Zwischenkriegszeit und wurden bis in die 1960er Jahre weiterentwickelt. Das Gesamtprojekt scheiterte jedoch letztlich an Protesten aus der Bevölkerung. Die Arbeiten im Stauraum begannen im April 1973, im gleichen Jahr wurden auch der Grundablass- und der Triebstollen angeschlagen. Durch diese beiden Stollen konnte im folgenden Jahr der Steyrfluss umgeleitet werden. Die Staumauer wurde von Mitte Februar 1974 bis zum 20. April 1975 errichtet, am 24. April begann der Aufstau, der am 27. Juni abgeschlossen war.

## Stausee, Staumauer und Krafthaus
Das Kraftwerk besteht aus einer 55 m hohen Staumauer und einem Krafthaus am rechten Flussufer. Die Einlaufbauwerke des 310 m langen Grundablass- und des 121 m langen Triebstollens befinden sich auf der rechten Seite des Sees (genannt Klauser See). Durch den Triebstollen gelangt das Wasser zu den Turbinen, der Grundablassstollen dient dazu den Wasserstand, etwa bei Hochwasser abzusenken oder den Stausee, wenn nötig, zu entleeren. Die Gewölbestaumauer ist 55 m hoch, 210 m lang und an der Krone 2 m breit. Ihre Fundamentalstärke beträgt im Schnitt 10 m. Oben in der Mitte liegen je fünf 9 m breite und 5 m hohe Überfallfelder, die der Hochwasserentlastung dienen. Die Krone trägt auf Konsolen eine öffentliche Straße. Der Stausee ist 7,1 km lang und 40 m tief. Hauptzuflüsse sind die Steyr, die Steyrling und die Teichl. Er befindet sich im tiefsten eingeschnittenen Schluchtabschnitt. Das Krafthaus liegt am rechten Flussufer unterhalb der Staumauer noch vor dem Bauwerk des Grundablassauslaufes. Zur Stromerzeugung dienen zwei Kaplanturbinen. Die Leistung beträgt 20 MW, die Jahreserzeugung 74000 MWh.

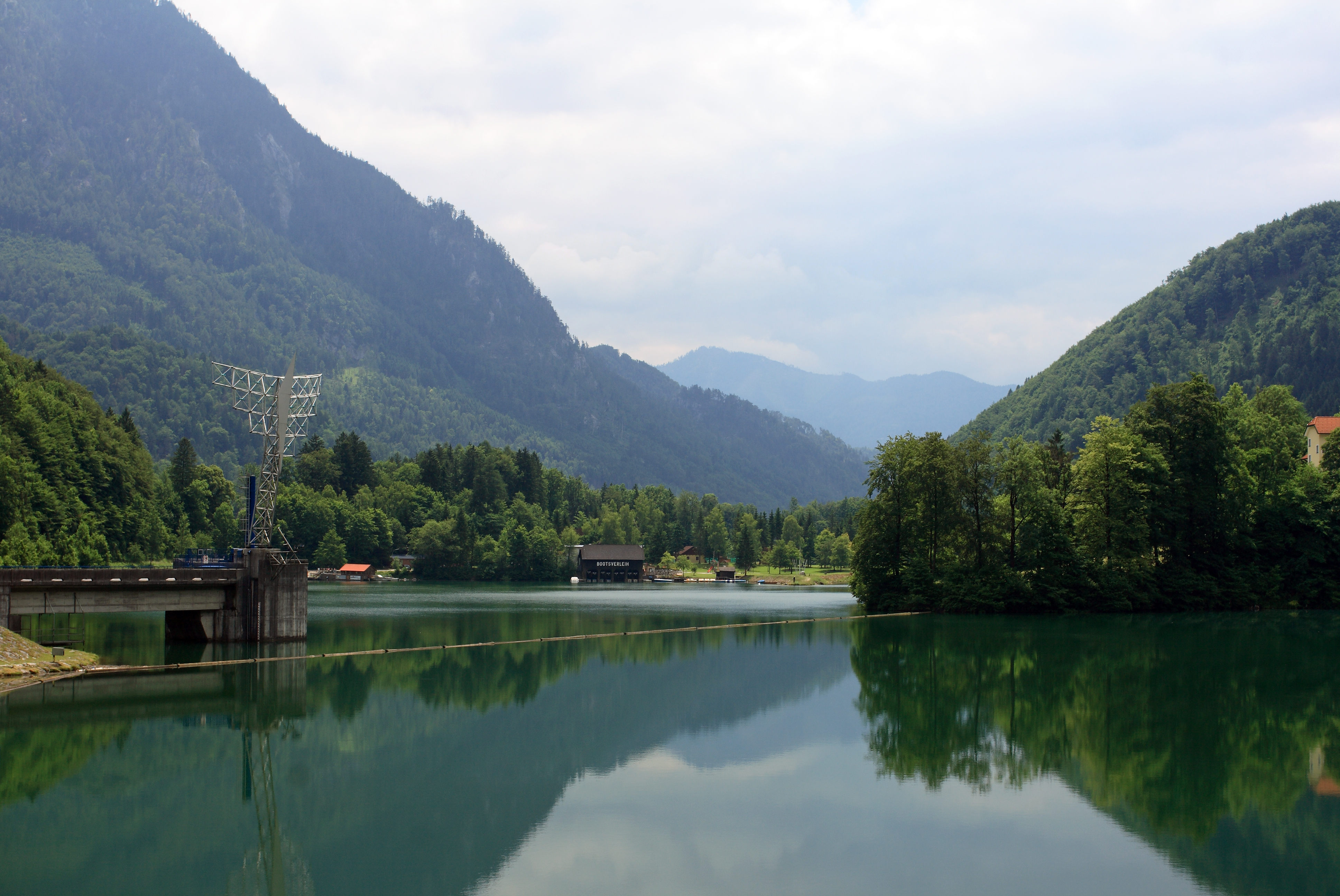
Blick von der Dammkrone auf den Stausee
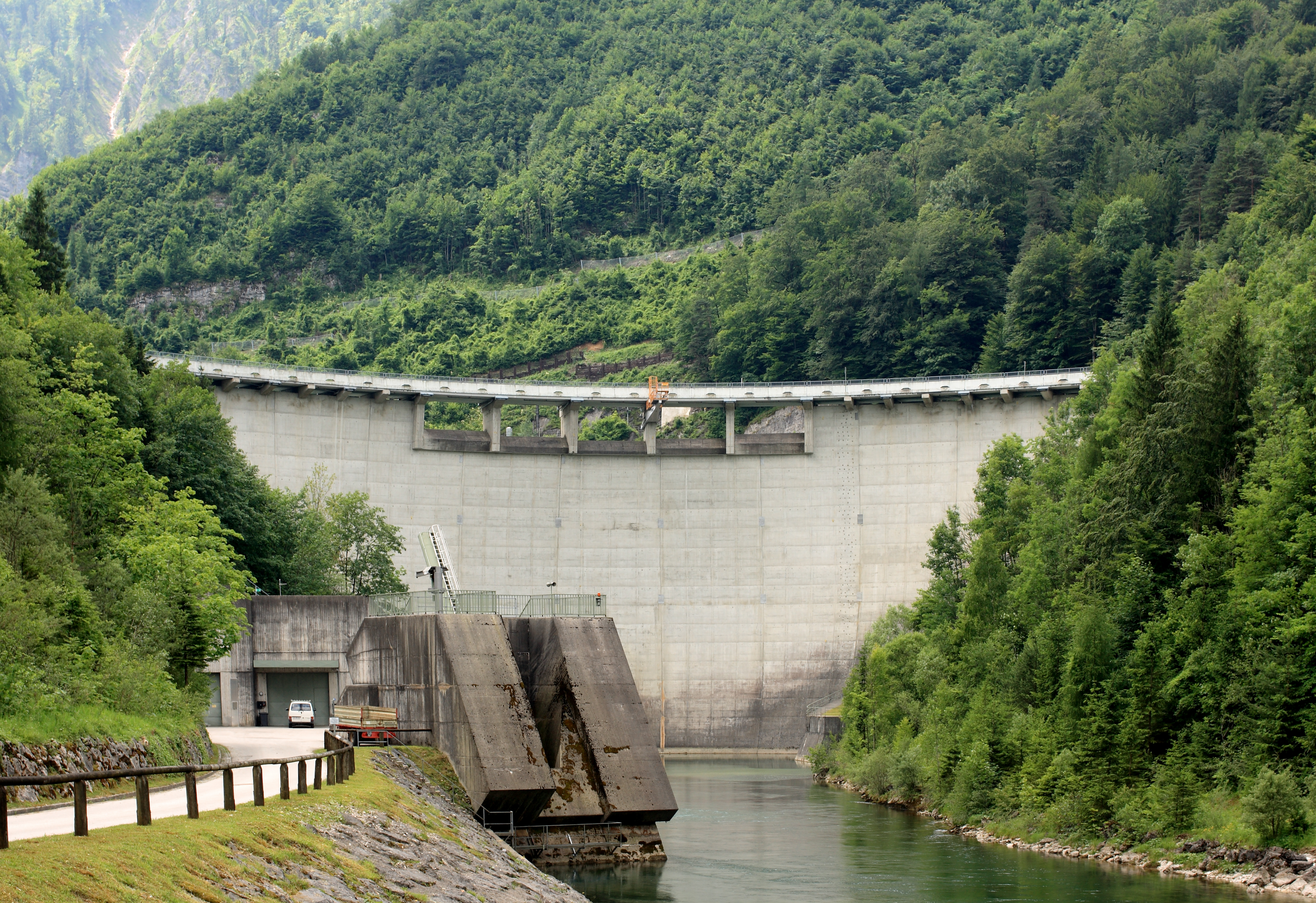
Die Staumauer und das Bauwerk des Grundablassauslaufes
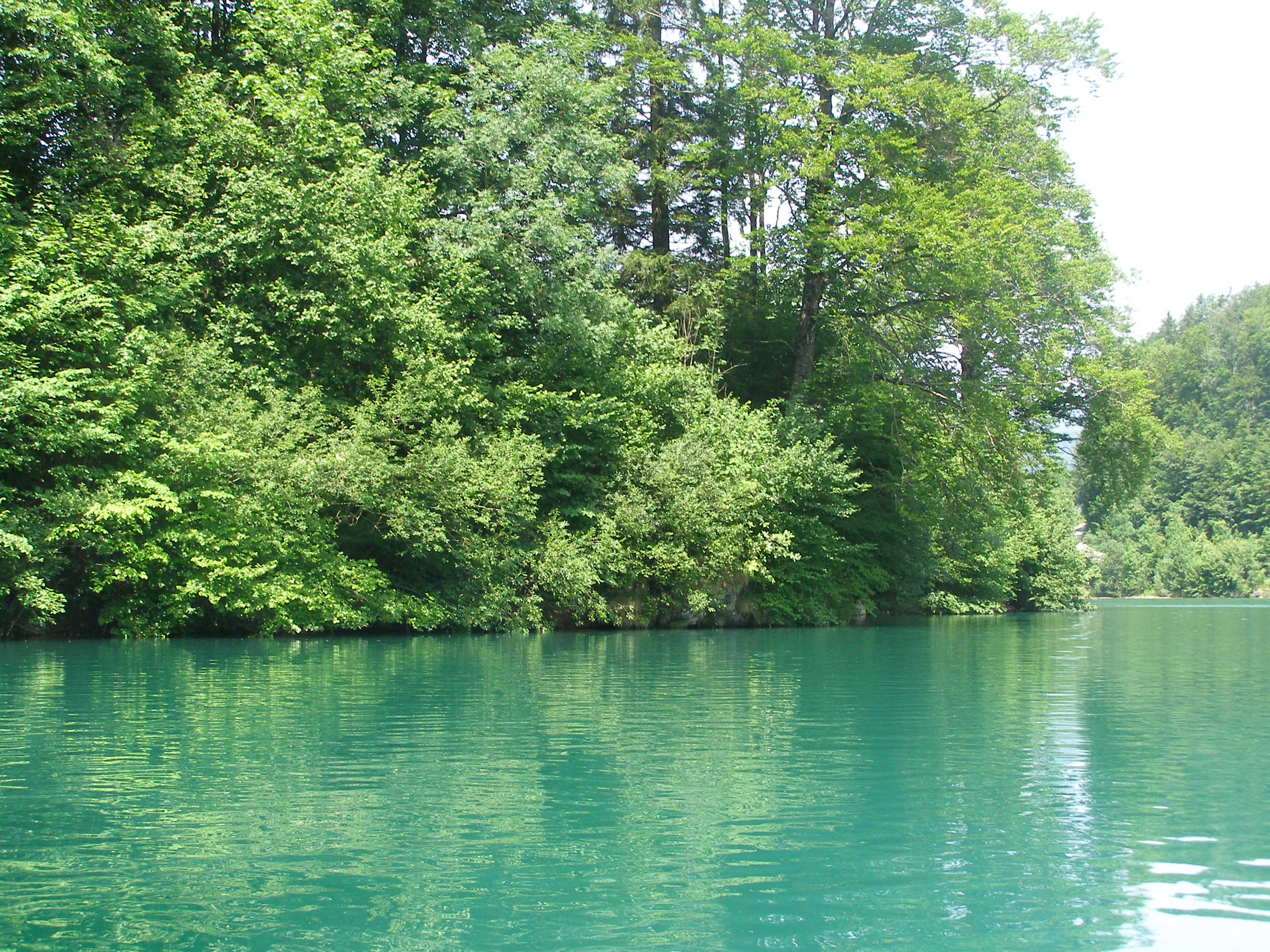
Der Stausee des Kraftwerk Klaus
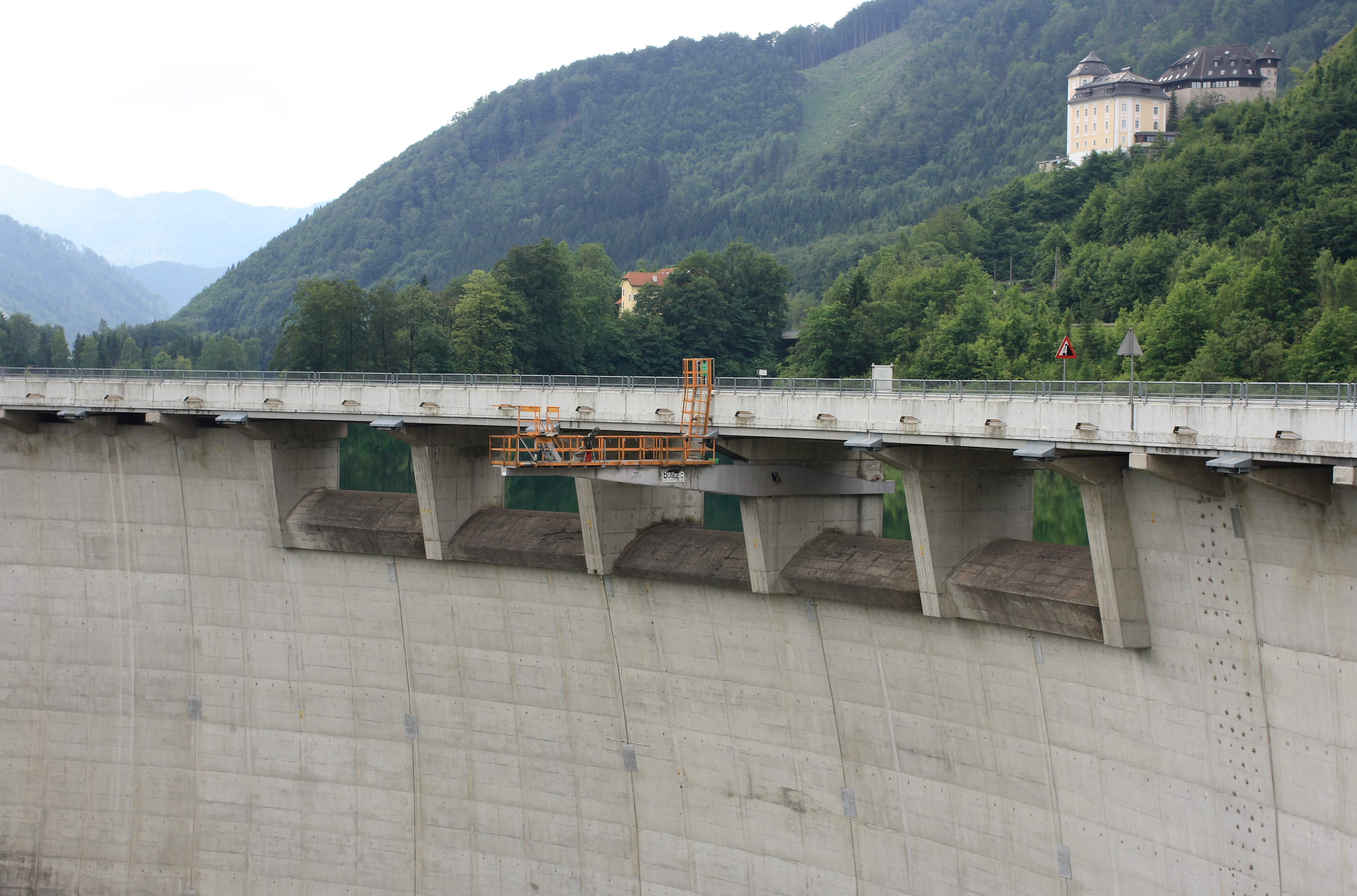
Die Überfallfelder mit Schloss Klaus im Hintergrund
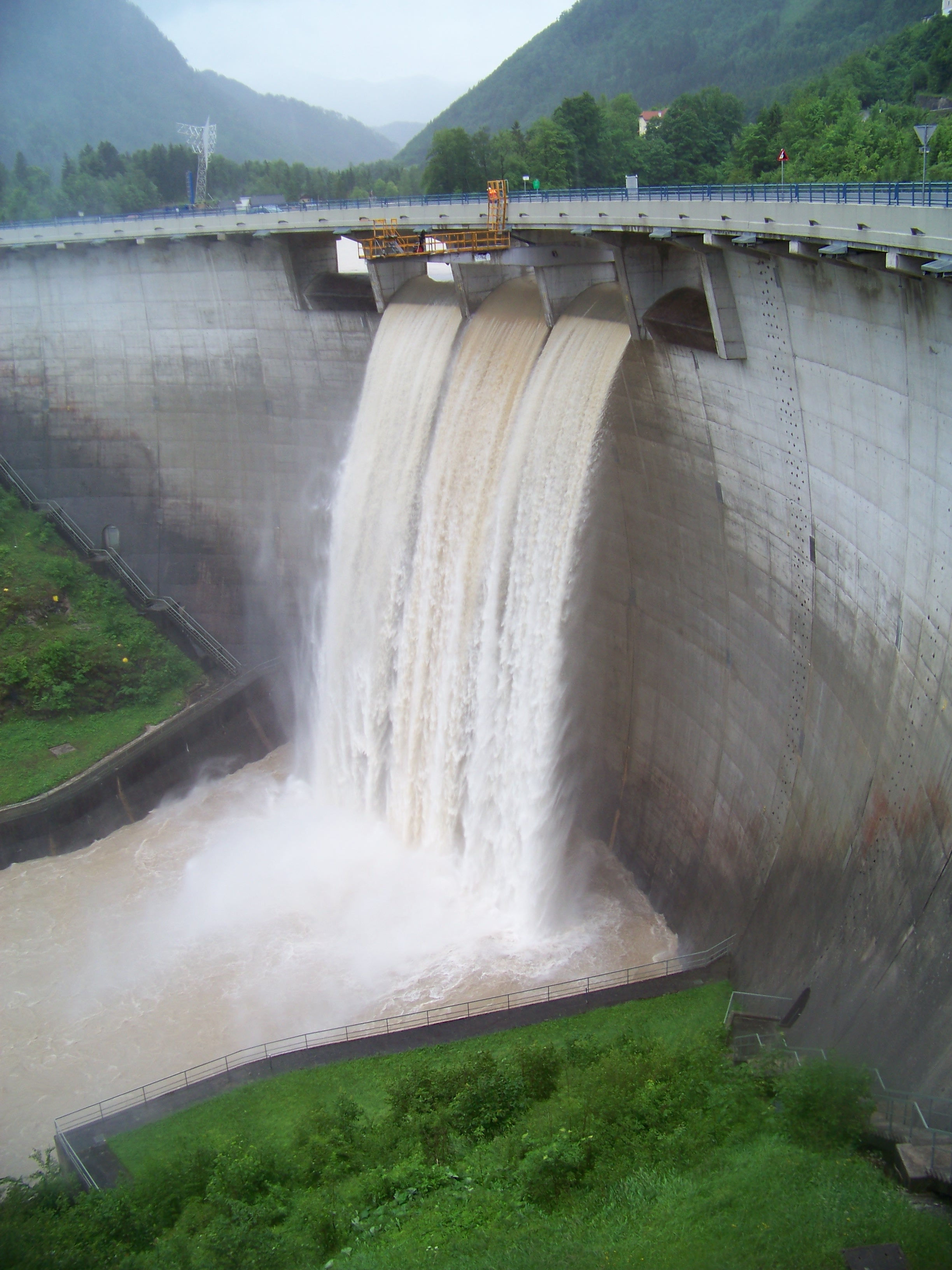
Die Überfallfelder beim Hochwasser 2013

## Freizeit, Umfeld und ökologische Auswirkungen
Der Stausee ist heute ein Naherholungsgebiet: Bei der Teichlmündung liegt der Elisabeth-Badesee und rund um den Klauser See führt der 18 km lange Fischersteig. Bis auf eine Sicherheitszone vor der Staumauer kann der Stausee mit Booten befahren werden. Am Staudamm sind eine Kletterwand und eine Plattform für Bungeesprünge angebracht. Am linken Ufer verläuft die Pyhrnpass Straße und auf einem Felsvorsprung am Fuß des Berges Brennet liegt Schloss Klaus. Eine Nebenwirkung der Sperre ist, dass keine Samen und Früchte von Alpenpflanzen mehr in den Fluss unterhalb gelangen. Aus diesem Grund sind die Vorkommen von Alpenschwemmlingen bei der Rinnenden Mauer in Molln als gefährdet eingestuft.

### Fischfauna
Die Bachforelle bildet im Stausee Klaus, welcher sich durch einen hohen Sauerstoffgehalt und eine hervorragende Wasserqualität auszeichnet, die Leitfischart und kann hier zu kapitalen Exemplaren abwachsen. Außerdem kommen weitere Salmonidenarten wie Regenbogenforellen, Seeforellen, Bachsaiblinge, Seesaiblinge und Äschen vor. Die Raubfischarten, zu denen vereinzelt auch der Hecht zählt, ernähren sich vornehmlich von Futterfischen wie Mühlkoppen und Elritzen, die in den Sommermonaten in großer Zahl auftreten. Aufgrund des einzigartigen Naturpanoramas und der hohen Fischproduktivität übt der Stausee Klaus eine starke Anziehung auf Forellenfischer weltweit aus. Unter anderem wird in diesem Gewässer jährlich das Internationale Forellenfischen ausgetragen. Die Ausübung der Fischereirechte und die Vergabe der Angelerlaubnis obliegt der Fürstlich Schaumburg-Lippischen Forstverwaltung.

## Metallrohrplastik
Auf dem Einlaufbauwerk des Triebwasserstollens steht seit 1997 eine große Metallrohrplastik mit dem Titel Die Befestigung des Himmels an der Erde von Pascal Schöning (London). Die Plastik trägt auf ihren „Flügeln“ ein Beckett-Zitat: Without here and there where never will come near or go away from anything all the steps of the earth … (deutsch: Raum ohne hier ohne da wo nie sich etwas nähert oder entfernt von etwas …)

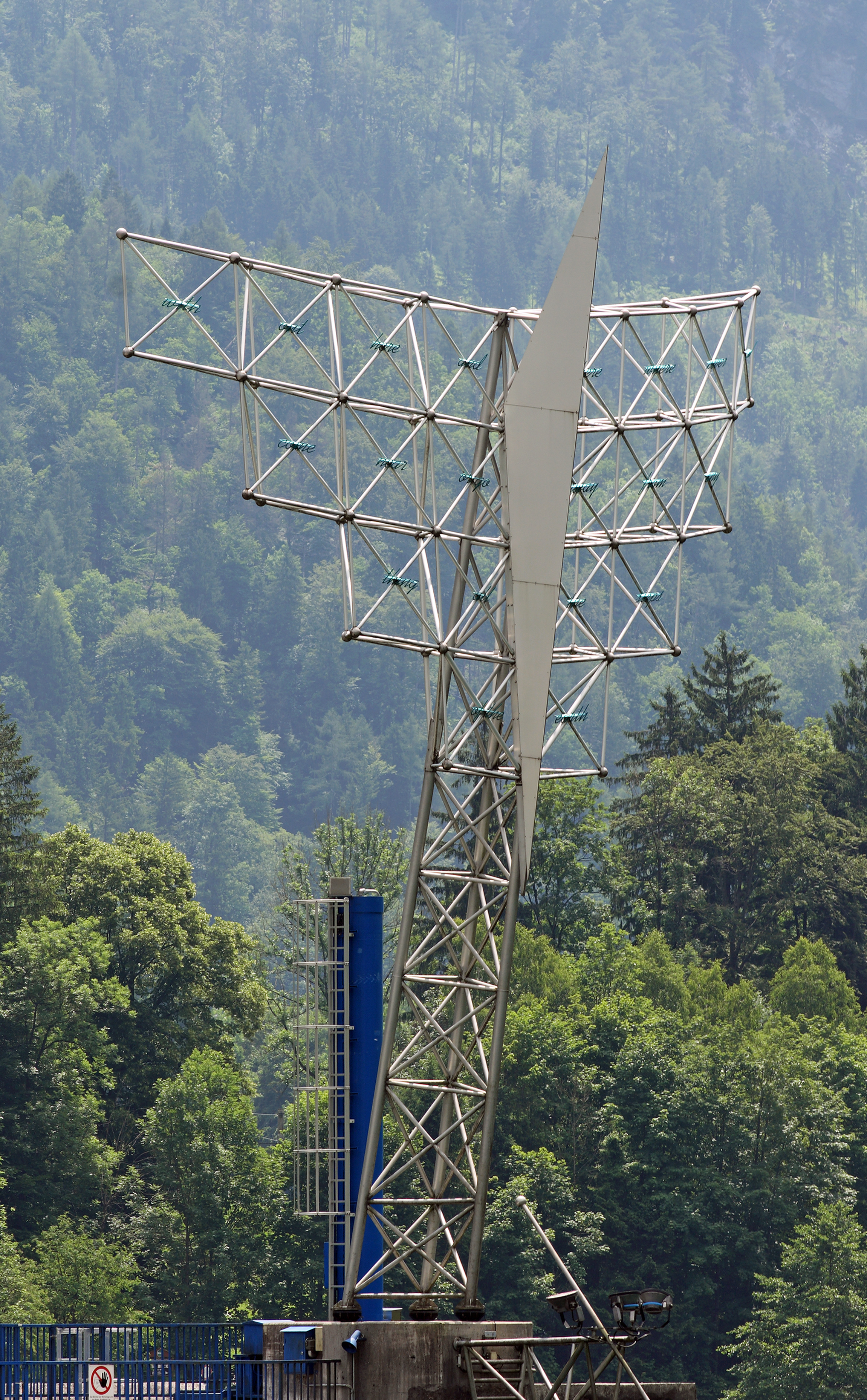
Die Metallrohrplastik
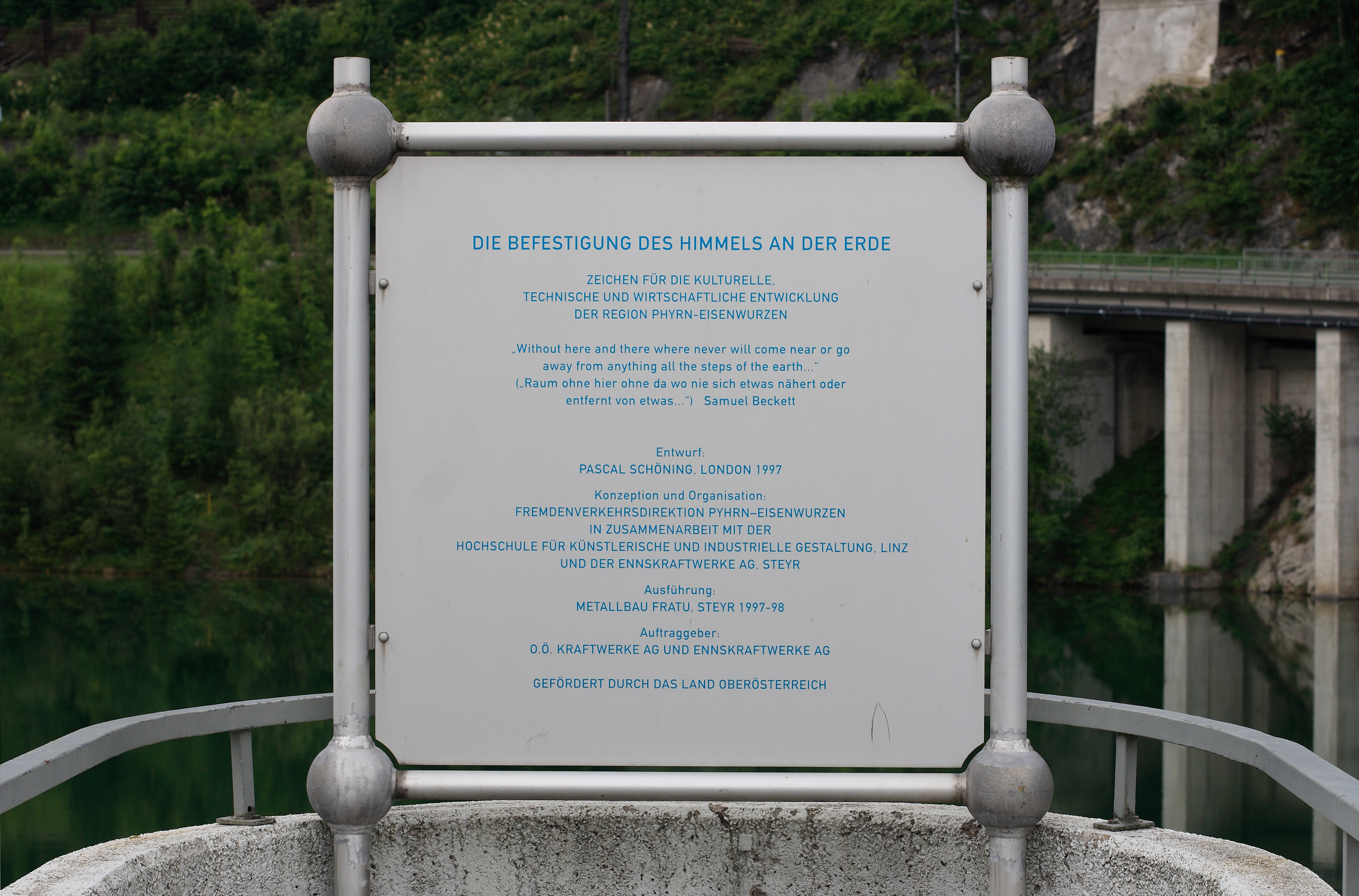
Hinweistafel auf der Dammkrone